# لوك لانغ
لوك لانغ (بالفرنسية: Luc Lang)‏ هو كاتب فرنسي، ولد في 18 أكتوبر 1956 في سوريسن في فرنسا.